# لوقا-ويللي دوهوفالس
لوك - ويلي دوفيلز بالفرنسية (Luc-Willy Deheuvels)، خريج فرنسي مُبرز في اللغة العربية وأستاذ جامعي في معهد اللغات والحضارات الشرقية معهد اللغات والحضارات الشرقية بباريس، وهو مدير «مركز بحوث الشرق الأوسط والبحر الأبيض المتوسط» CERMOM، ورئيس لجنة التحكيم الخاصة بتخريج المُبرزين في اللغة العربية.

## بيبليوغرافيا
- دليل اللغة العربية الحديثة، صدر في مجلدين، مع علبتين لهذين المجلدين تحوي كل منهما شريطين صوتيين (2 كاسيت):
  - دليل اللغة العربية الحديثة، المجلد الأول (كتاب مع علبة تحوي شريطين صوتيين (2 كاسيت)، من تأليف لوك-ويللي دوفايلس، ضمن سلسلة لغات وعوالم / في معهد اللغات والحضارات الشرقية، «آزياتيك» (المكتبة الآسيوية)، باريس 1996.
  - دليل اللغة العربية الحديثة، المجلد الثاني (كتاب مع علبة تحوي شريطين صوتيين (2 كاسيت)، لوك-ويللي دوفايلس، ضمن سلسلة لغات وعوالم / في معهد اللغات والحضارات الشرقية، «آزياتيك» (المكتبة الآسيوية)، باريس، 1996.
- الإسلام والفكر المعاصر في الجزائر، مجلة "الأصالة"، 1971-1981؛ لوك-ويللي دوفايلس، منشورات المركز الوطني للبحوث العلمية المركز الوطني الفرنسي للبحث العلمي 1991.
- الخيمياء وبنية المتخيل في رواية «السد»، للأديب التونسي محمود المسعدي، لوك-ويللي دوفايلس، نُشِر في أقوال ورموز وأساطير: مزيج مهدى إلى جمال الدين ابن الشيخ، صادر عن دار النشر فلوريال ساناغوستان Floréal Sanagustin.
- التاريخ والملحمة الأدبية لدى التيارات الأصولية الجزائرية المعاصرة خلال السبعينات ، نُشِر ضمن «العرب والتاريخ الإبداعي»، تحت إشراف دومينيك شوفالييه Dominique Chevallier ، مطبوعات جامعة باريس -السوربون، 1995.

## ترجمات
الغرف الأخرى، جبرا إبراهيم جبرا (رواية ترجمها إلى اللغة الفرنسية لوك-ويللي دوفايلس) صدرت الترجمة باللغتين العربية والفرنسية ضمن سلسلة لغات وعوالم / في معهد اللغات والحضارات الشرقية، «آزياتيك» (المكتبة الآسيوية)، باريس، 1997.